# Holger Siebert
Holger Siebert (* 17. Februar 1958 in Alsfeld) ist ein deutscher Jurist und Fachbuchautor.

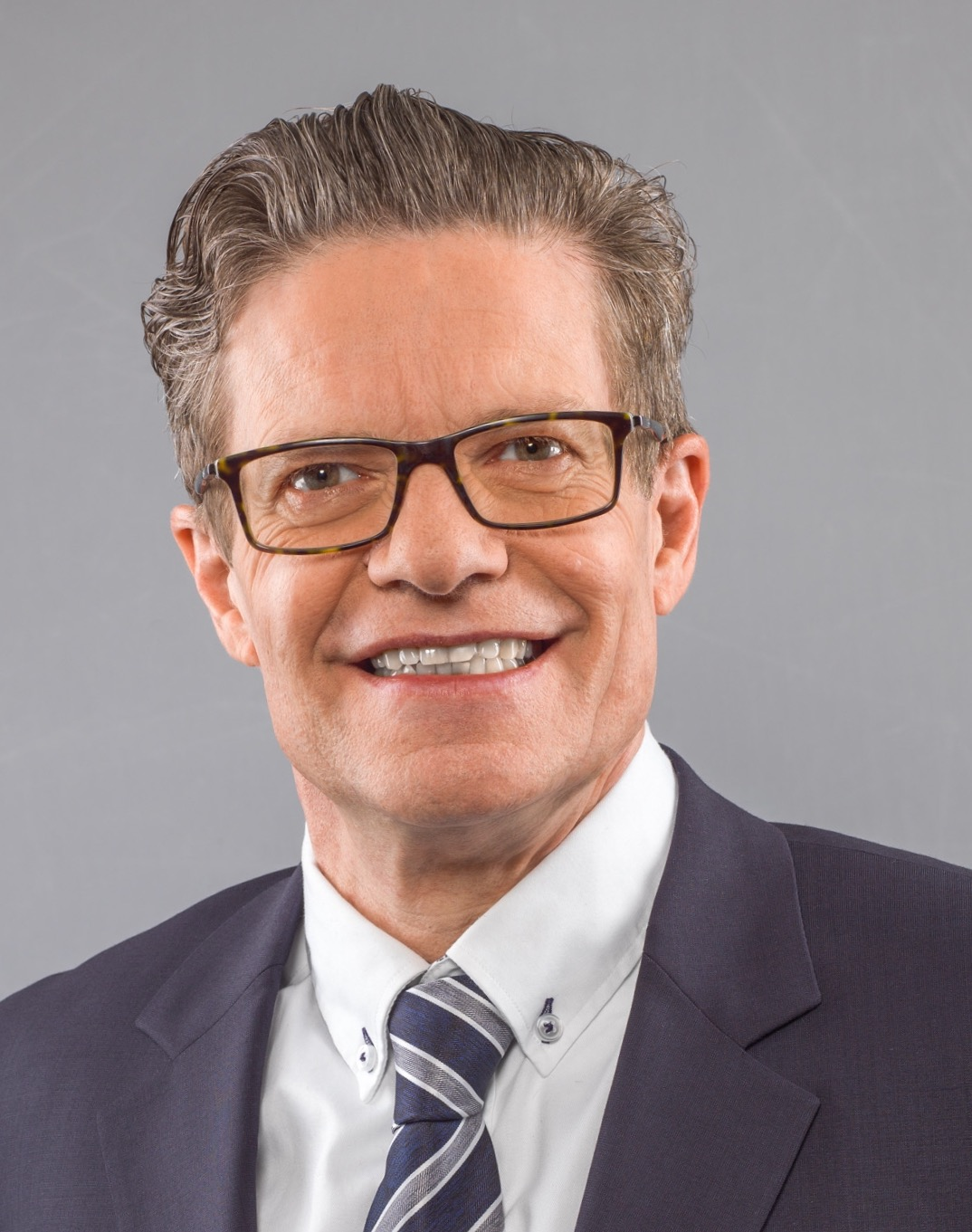
Holger Siebert

## Leben
Holger Siebert besuchte das Albert-Schweitzer-Gymnasium Alsfeld. Anschließend studierte er Rechtswissenschaften an der Justus-Liebig-Universität in Gießen und wurde dort aktiv im Corps Normannia Halle zu Gießen. Nach seinem Studium folgte ein Referendariat am Landgericht Gießen. Anschließend wurde er selbstständiger Fachanwalt für Erbrecht und Fachanwalt für Steuerrecht. Sein besonderes Tätigkeitsfeld ist die Vermögens- und Unternehmensnachfolge.
Er publiziert im Bereich des Erbrechts und des Erbschaftsteuerrechts in unterschiedlichen Formaten. Er ist Mitautor des im Jahr 2010 in zweiter Auflage bei Carl Heymanns Verlag erschienenen Deutschen Erbrechtskommentars. Seit 2019 ist Siebert Herausgeber des Standardwerkes Nachlasspflegschaft (früher Jochum/Pohl). Darüber hinaus ist Siebert als Dozent in der Fachanwaltsausbildung tätig.
Von 2012 bis 2018 war Siebert Vizepräsident der Deutschen Gesellschaft für Erbrechtskunde.

## Buch-Veröffentlichungen als Mitautor (Auswahl)
- Erbrecht und Unternehmensnachfolge. Josef Eul Verlag, Lohmar-Köln 2009.  ISBN 978-3-89936-817-8
- Familienrecht in der erbrechtlichen Beratung. zerb Verlag, Bonn 2011. ISBN 978-3-935079-95-2.
- Beiträge zum Gesellschaftsrecht. Josef Eul Verlag, Lohmar-Köln 2011. ISBN 978-3-8441-0080-8.
- Erben und Schenken mit Lebensversicherungen. Verlag Versicherungswirtschaft, Karlsruhe 2017. ISBN 978-3-89952-883-1.
- Handbuch Erbengemeinschaft, Herausgeber u. a. Hans-Peter Wetzel, Verlag C. H. Beck, München 2018. ISBN 978-3-406-72320-9
- Nachlasspflegschaft, Herausgeber Holger Siebert, Reguvis Verlag, 7. Auflage, Köln 2023, ISBN 978-3-8462-1413-8

## Fach-Aufsätze (Auswahl)
- Grenze und Schutzbereich des Pflichtteilsergänzungsanspruchs. Veröffentlicht in NJW 2006, 2948ff.
- Der Nießbrauchsvorbehalt im Spannungsfeld zwischen Steuervorteil und Pflichtteilsergänzung. Veröffentlicht in Zeitschrift für die gesamte erbrechtliche Praxis, 2010, 9ff.
- Der Testamentsvollstrecker und das Steuerrecht. Veröffentlicht in ZEV 2010, 121ff.
- Die Erbschaftbesteuerung bei Vor- und Nacherbschaft. Veröffentlicht in Zeitschrift für die gesamte erbrechtliche Praxis, 2011, 45ff.
- Der Pflichtteilsergänzungsanspruch gegenüber dem Beschenkten. Veröffentlicht in ZEV 2013, 241ff.
- Erbrechtlicher Ausgleich von Vorempfängen unter Abkömmlingen. Veröffentlicht in FamRZ 2014, 1894ff.
- So arbeiten Erbenermittler. Veröffentlicht in Erbrecht effektiv, 2016, 87ff.
- Hinterlegung von Nachlasswerten als (vor-)letzte Maßnahme. Veröffentlicht in Rpfleger 2018, 517 ff.
- Erbenermittlung als Aufgabe für Rechtspfleger, Nachlasspfleger und Erbenermittler. Veröffentlicht in ZEV 2019, 688 ff.
- Der Nachlasspfleger und die Ausschlagung des vorausgegangenen Nachlass. Veröffentlicht in ZEV 2023, 362 ff.